# Giuseppe Spalla
Giuseppe Spalla (Borgo San Martino, 14 aprile 1896 – Pietra Ligure, 22 aprile 1977) è stato un pugile italiano.

## Biografia
Fratello del più noto Erminio Spalla, che nel 1923 conquistò il titolo di Campione europeo, Giuseppe Spalla combatté in Italia e all'estero e per una decina di anni fu attivo sui ring internazionali. Nel 1919 salì sul ring contro il fratello Erminio (entrambi i fratelli erano pesi massimi), il match finì in parità .